# Климов, Сергей Александрович (велогонщик)
Серге́й Алекса́ндрович Кли́мов (род. 7 июля 1980, Ленинград) — российский шоссейный и трековый велогонщик, выступает на профессиональном уровне начиная с 1998 года. В составе таких команд как «Итера», «Локомотив», «Тинькофф. Кредитные Системы», «Катюша» и «Русвело» неоднократно становился победителем и призёром всероссийских и международных соревнований. На треке победитель этапов Кубка мира, участник летних Олимпийских игр в Сиднее. Представляет Санкт-Петербург, мастер спорта международного класса.

## Биография
Сергей Климов родился 7 июля 1980 года в Ленинграде. Активно заниматься велоспортом начал в раннем детстве, проходил подготовку в местной детско-юношеской спортивной школе и в тульской школе высшего спортивного мастерства, тренировался под руководством заслуженного тренера Виктора Викторовича Манакова. Состоял во всероссийском физкультурно-спортивном обществе «Динамо».
Первого серьёзного успеха добился в 1998 году, когда на треке в гонке по очкам завоевал золотую медаль на чемпионате мира среди юниоров. Начиная с 1999 года начал принимать участие в шоссейных велогонках международного уровня, в частности побывал на «Туре Тасмании», расположившись в итоговой генеральной классификации на четвёртой строке. Благодаря череде удачных выступлений удостоился права защищать честь страны на летних Олимпийских играх 2000 года в Сиднее, где вместе с товарищами по команде Владимиром Карпцом, Алексеем Марковым, Денисом Смысловым и Владиславом Борисовым показал в квалификации командной гонки преследования восьмой результат, после чего в четвертьфинале потерпел поражение от сборной Великобритании Брайана Стила, Пола Мэннинга, Брэдли Уиггинса и Криса Ньютона, которая в итоге получила бронзу.

### Итера (2001—2002)
На взрослом шоссейном чемпионате России 2001 года Климов финишировал двадцатым в групповой гонке и пятнадцатым в индивидуальной гонке с раздельным стартом. В составе российской команды «Итера» одержал победу на третьем этапе «Тура Нормандии» (семнадцатая позиция в общем зачёте), занял восьмое место на первом этапе «Вольта Алентежу», показал тридцатый результат на «Мемориале Мануэля Галеры», разместился на двадцать четвёртой строке в генеральной классификации «Тура Польши». Год спустя с Марковым, Смысловым и Александром Серовым одержал победу в командном преследовании на этапе Кубка мира в Москве, одновременно с этим на шоссе в зачёте чемпионата России был пятым в групповой дисциплине и девятым в раздельной. Стал сорок третьим в генеральной классификации «Вуэльты Кастилии и Леона», восемьдесят пятым в генеральной классификации «Вуэльты Каталонии».

### Локомотив (2003—2005)
В 2003 году Климов перешёл в российскую команду континентального тура «Локомотив». Повторил прошлогоднее достижение на московском этапе трекового Кубка мира, при этом вместо Смыслова в гонках участвовал Никита Еськов. Также занял двадцать восьмое место в общем зачёте «Вольты Алгарви», шестьдесят восьмое на «Вуэльте Каталонии», в однодневных гонках показал тридцать четвёртый результат на «Классика Альмерии» и пятьдесят пятый на «Классика Примавера». В следующем сезоне на треке стал трёхкратным победителем открытого чемпионата Балкан в Афинах, выиграв гонку по очкам, а также индивидуальные и командные преследования. Получил бронзу на втором командном этапе «Вуэльты Кастилии и Леона» (помимо Еськова с Серовым в команде состояли Павел Брутт и Михаил Игнатьев), финишировал двенадцатым на «Классике Альмерии». В 2005 году с Серовым, Николаем Трусовым и Антоном Миндлиным добавил в послужной список серебро и бронзу в командном преследовании на этапах мирового кубка в Москве. Стал восьмым в генеральной классификации «Вуэльты Экстремадуры», шестьдесят третьим в «Вуэльте Кастилии и Леона».

### Тинькофф. Кредитные Системы (2006—2008)
В 2006 году подписал контракт с российско-итальянской командой Tinkoff Restaurants, позже переименованной в «Тинькофф. Кредитные Системы». В командной гонке преследования одержал победу на этапе Кубка мира в Лос-Анджелесе (с Серовым, Трусовым и Иваном Ровным). Выиграл бронзу на четвёртом и пятом этапах «Вуэльты Наварры», после чего занял в генеральной классификации шестнадцатую строку, не менее успешно выступил на «Сиркуито Монтаньес», где был четырнадцатым в общем зачёте. Показал тренадцатый результат в генеральных классификациях «Вуэльты Льейды» и «Пояс Мальорки», стал двенадцатым на «Туре Бретани» и пятнадцатым на «Пяти кольцах Москвы».

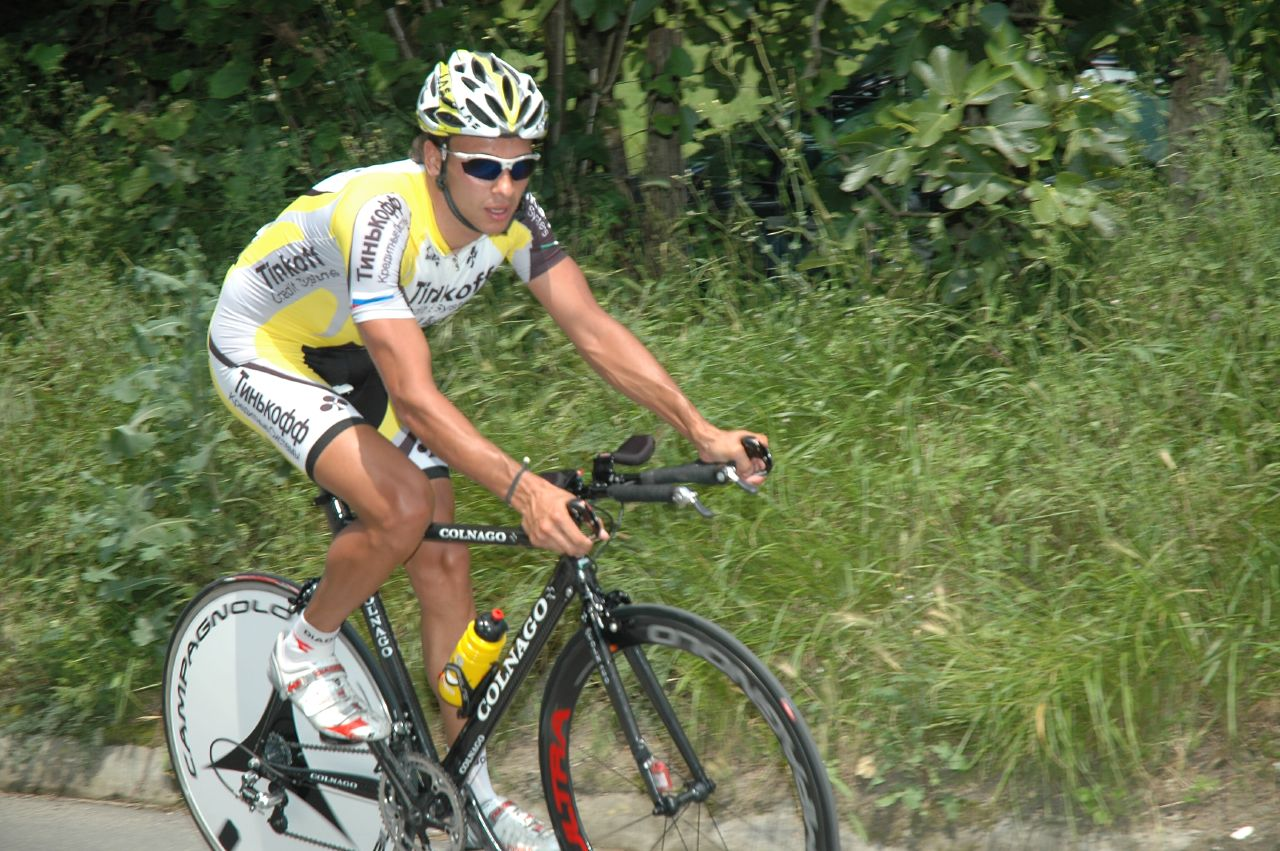
Климов на «Велосипедном туре Страны Басков» в 2007 году

На трековом этапе Кубка мира 2007 года в Манчестере одержал победу в гонке по очкам и взял бронзу в мэдисоне (в паре с Николаем Трусовым). На шоссе занял восьмое место в групповом зачёте чемпионата России. Показал второе время в Эйндховенской командной гонке с раздельным стартом, уступив датской Team CSC менее чем полсекунды. В генеральных классификация многодневных гонок был тринадцатым на «Туре Лангкави», сорок пятым на «Туре Лотарингии», сорок третьим на «Стер Электротур», тридцать восьмым на «Туре Австрии». В однодневных заездах стал седьмым на «Трёх варезенских долинах», пятым на «Трофео Маттэотти», седьмым на «Джиро дель Лацио», тридцать седьмым на «Трофео Мелинда», сороковым на «Джиро дель Веното», тринадцатым на «Гран-при Цитта ди Камайоре».
В 2008 году Климов одержал победу на стартовом командном этапе «Недели Ломбардии», а в итоговой генеральной классификации разместился на седьмой позиции. Дебютировал в престижнейшем гранд-туре «Джиро д’Италия», проехал все этапы и занял в общем зачёте 110-е место. Также участвовал в таких гонках как «Неделя Коппи и Бартали» (38-й), «Тур Катара» (96-й), «Тур Лангкави» (39-й), «Классика Альмерии» (84-й), «Флеш Валонь» (95-й), «Сиркуито де Гетксо» (58-й), «Субида Уркиола» (47-й), «Вуэльта Бургоса» (45-й), «Тур Ирландии» (17-й), «Коппа Плаччи» (55-й), «Джиро делла Романья» (46-й), «Париж — Брюссель» (16-й), «Гран-при Фурми» (72-й), «Мемориал Вивианы Монсервизи» (64-й), «Джиро дель Лацио» (11-й), «Кубок Сабатини» (15-й), «Джиро дель Эмилия» (47-й), «Гран-при Бруно Бегелли» (29-й), «Джиро дель Пьемонте» (62-й), «Джиро ди Ломбардия» (30-й). В групповой гонке завоевал бронзовую медаль на шоссейном чемпионате России в Москве.

### Катюша (2009—2010)
Начиная с 2009 года Сергей Климов выступал в профессиональной команде мирового тура «Катюша», которая была создана на основе исчезнувшей Tinkoff Credit Systems. Среди наиболее престижных веломногодневок поучаствовал в «Тур Даун Андер» (69-й), «Тиррено — Адриатико» (43-й), «Неделя Ломбардии» (52-й), «Тур Швейцарии» (124-й), «Тур Австрии» (19-й), «Тур Польши» (60-й). Вновь соревновался на «Джиро д’Италия», на сей раз в итоговой генеральной классификации показал 135-й результат. Активно участвовал и в однодневных гонках высшей категории, в том числе финишировал 76-м на «Милан — Сан-Ремо», 78-м на «Флеш Валонь», 148-м на «Вуэльте Мальорки», 39-м на «Монтепаски Эроика», 79-м на «Трёх варезенских долинах», 76-м на «Кубке Бернокки», 30-м на «Джиро делла Романья», 79-м на «Гран-при Валлонии», 33-м на «Гран-при Бруно Бегелли», 68-м на «Джиро дель Пьемонте», 93-м на «Джиро ди Ломбардия».
Сезон 2010 года оказался для Климова последним в составе «Катюши». Теперь на «Джиро д’Италия» он стал девяносто четвёртым в общем зачёте, помимо этого занял 26-е место на «Тур Даун Андер», 57-е на «Тиррено — Адриатико», 77-е на «Туре Страны Басков», 49-е на «Вуэльте Бургоса» (в том числе одержал победу на первом командном этапе), 34-е на «Туре Лимузена». В одиночных заездах был 92-м на «Амстел Голд Рейс», 123-м на «Флеш Валонь», 110-м на «Льеж — Бастонь — Льеж», 15-м на «Гран-при Плуэ», 129-м на «Париж — Брюссель», 90-м на «Гран-при Фурми», боролся за победу на нескольких менее значимых гонках.

### Русвело (с 2012 года по настоящее время)
Когда в 2012 году сформировалась профессиональная команда RusVelo, Климов стал одним из первых её членов. В новом сезоне она показал 62-й результат в генеральной классификации «Вуэльты Алгарви», 26-й на «Туре Лангкави» (бронзовый призёр седьмого этапа), 27-й на «Туре Лотарингии», 43-й на «Туре Бельгии», 51-й на «Стер ЗЛМ Тур», выиграл тринадцатый этап многодневного чемпионата России «Дружба народов Северного Кавказа», занял седьмое место на «Джиро ди Тоскана» и семнадцатое на всероссийском первенстве в индивидуальной гонке с раздельным стартом. В следующем сезоне в генеральных классификациях был 68-м на «Вуэльте Кастилии и Лиона», 74-м на «Джиро дель Трентино», третьим на «Пяти кольцах Москвы» (одержал победу на третьем этапе), в то время как в однодневных гонках вновь занял седьмое место на «Джиро ди Тоскана», 161-е на «Схелдепрейс», 16-е на «Классике Атлантической Луары», 72-е на «Брабантсе Пейл».
В 2014 году Климов финишировал четвёртым на «Мемориале Олега Дьяченко», стал восьмым в общем зачёте «Пяти колец Москвы», восемнадцатым в общем зачёте «Гран-при Адыгеи», шестьдесят шестым на «Вуэльте Бургоса», пятьдесят вторым на «Туре озера Цинхай», полностью проехал «Тур Норвегии» разместился на второй строке в многодневной гонке на призы газеты «Удмуртская правда», пропустив вперёд Артура Ершова. В однодневных дисциплинах стал 105-м на «Кубке Агостони», 95-м в гонке «Милан — Турин», 63-м «Кубке Сабатини», 46-м в «Гран-при Бруно Бегелли».
Имеет высшее образование, в 2002 году окончил Санкт-Петербургскую государственную академию физической культуры имени П. Ф. Лесгафта (ныне Национальный государственный университет физической культуры, спорта и здоровья имени П. Ф. Лесгафта), где обучался на кафедре велосипедного спорта. За выдающиеся спортивные достижения удостоен почётного звания «Мастер спорта России международного класса».